# António Oliveira (calciatore 1982)
António José Cardoso de Oliveira, anche noto come Toni Oliveira (Lisbona, 9 ottobre 1982), è un allenatore di calcio ed ex calciatore portoghese, di ruolo difensore, tecnico dell'Remo.

## Carriera

### Giocatore
Nato a Lisbona, Toni ha iniziato la sua carriera al Benfica. Ha debuttato con le riserve del Benfica nella stagione 2001-02, nella seconda divisione portoghese.
Nel luglio 2004, dopo un anno nelle riserve del Braga, Toni ha firmato con il Santa Clara. Ha debuttato il 18 settembre, uscendo dalla panchina ed entrando nel secondo tempo della sconfitta per 3-1 in trasferta contro il Varzim.
Dopo essere stato poco utilizzato, Toni ha successivamente lavorato presso Casa Pia, Oriental Lisbona e Fabril Barreiro, ritirandosi in quest'ultima nel 2011, a soli 29 anni.

### Allenatore
Nel marzo 2021 assume il ruolo di capo allenatore dell'Athl. Paranaense sostituendo così Paulo Autuori. Nel settembre 2021 si è rassegnato del ruolo di capo allenatore dell'Athl. Paranaense.

## Statistiche

### Statistiche da allenatore
Statistiche aggiornate all'11 luglio 2025.
| Stagione        | Squadra          | Campionato      | Campionato | Campionato | Campionato | Campionato | Coppe nazionali | Coppe nazionali | Coppe nazionali | Coppe nazionali | Coppe nazionali | Coppe continentali | Coppe continentali | Coppe continentali | Coppe continentali | Coppe continentali | Altre coppe | Altre coppe | Altre coppe | Altre coppe | Altre coppe | Totale | Totale | Totale | Totale | % Vittorie | Piazzamento  |
| Stagione        | Squadra          | Comp            | G          | V          | N          | P          | Comp            | G               | V               | N               | P               | Comp               | G                  | V                  | N                  | P                  | Comp        | G           | V           | N           | P           | G      | V      | N      | P      | %          | Piazzamento  |
| --------------- | ---------------- | --------------- | ---------- | ---------- | ---------- | ---------- | --------------- | --------------- | --------------- | --------------- | --------------- | ------------------ | ------------------ | ------------------ | ------------------ | ------------------ | ----------- | ----------- | ----------- | ----------- | ----------- | ------ | ------ | ------ | ------ | ---------- | ------------ |
| apr.-set. 2021  | Athl. Paranaense | A1/PR+A         | 12+18      | 6+7        | 3+3        | 3+8        | CB              | 5               | 3               | 2               | 0               | CS                 | 10                 | 8                  | 0                  | 2                  | -           | -           | -           | -           | -           | 45     | 24     | 8      | 13     | 53,33      | Dim          |
| gen.-mag. 2022  | Benfica B        | SL              | 18         | 7          | 3          | 8          | -               | -               | -               | -               | -               | -                  | -                  | -                  | -                  | -                  | -           | -           | -           | -           | -           | 18     | 7      | 3      | 8      | 38,89      | Sub, 5°      |
| giu.-nov. 2022  | Cuiabá           | A               | 28         | 7          | 9          | 12         | -               | -               | -               | -               | -               | -                  | -                  | -                  | -                  | -                  | CV          | 2           | 1           | 0           | 1           | 30     | 8      | 9      | 13     | 26,67      | Sub, 16°     |
| gen.-apr. 2023  | Coritiba         | A1/PR+A         | 13+1       | 6+0        | 5+0        | 2+1        | CB              | 3               | 1               | 2               | 0               | -                  | -                  | -                  | -                  | -                  | -           | -           | -           | -           | -           | 17     | 7      | 7      | 3      | 41,18      | Eson         |
| mag.-dic. 2023  | Cuiabá           | A               | 31         | 12         | 8          | 11         | CB              | -               | -               | -               | -               | -                  | -                  | -                  | -                  | -                  | CV          | -           | -           | -           | -           | 31     | 12     | 8      | 11     | 38,71      | Sub, 12°     |
| gen.-feb. 2024  | Cuiabá           | PD/MT           | 5          | 3          | 2          | 0          | CB              | -               | -               | -               | -               | CS                 | -                  | -                  | -                  | -                  | -           | -           | -           | -           | -           | 5      | 3      | 2      | 0      | 60,00      | Dim          |
| Totale Cuiaba   | Totale Cuiaba    | Totale Cuiaba   | 64         | 22         | 19         | 23         |                 | -               | -               | -               | -               |                    | -                  | -                  | -                  | -                  |             | 2           | 1           | 0           | 1           | 66     | 23     | 19     | 24     | 34,85      |              |
| 2024            | Corinthians      | A1/SP+A         | 6+13       | 3+1        | 2+6        | 1+6        | CB              | 4               | 4               | 0               | 0               | CS                 | 6                  | 4                  | 1                  | 1                  | -           | -           | -           | -           | -           | 29     | 12     | 9      | 8      | 41,38      | Sub eson.    |
| mag.-giu. 2025  | Sport Recife     | A               | 4          | 0          | 1          | 3          | CB              | -               | -               | -               | -               | -                  | -                  | -                  | -                  | -                  | -           | -           | -           | -           | -           | 4      | 0      | 1      | 3      | &0,00      | Sub eson.    |
| 2025            | Remo             | B               | 3          | 1          | 1          | 1          | CB              | -               | -               | -               | -               | -                  | -                  | -                  | -                  | -                  | -           | -           | -           | -           | -           | 3      | 1      | 1      | 1      | 33,33      | Sub in corso |
| Totale Carriera | Totale Carriera  | Totale Carriera | 152        | 53         | 43         | 56         |                 | 12              | 8               | 4               | 0               |                    | 16                 | 12                 | 1                  | 3                  |             | 2           | 1           | 0           | 1           | 184    | 74     | 48     | 60     | 40,22      |              |

## Palmarès

### Allenatore
- Kuwait Federation Cup: 1

Kazma: 2017-2018